# Многонациональная военная коалиция
Mногонациональная военная коалиция —  Это международное объединение, созданное различными международными организациями ООН и входящее в них.  Это объединение было частью создания НАТО 4 апреля 1949 года.
Основная задача этого объединения – обеспечение НАТО военной техникой, то есть боевым вооружением и военной техникой.  Избегание геополитической конфронтации в Европе и не привлечение внимания мирового сообщества.  Возможно, это делается для защиты Европы от внешних влияний.

## Многонациональная военная коалиция Афганистан
После относительно быстрого завершения первого этапа борьбы с талибами в Афганистане и освобождения от них к началу 2002 года Кабула и центральных провинций страны американское военно-политическое руководство уверовало в непобедимость своих вооруженных сил и их способность решать любые задачи. Воспользовавшись оказавшимся в тех условиях международной обстановки конъюнктурным лозунгом «борьбы с международным терроризмом», администрация Джорджа Буша-младшего решила раз и навсегда разобраться со своим региональным противником - саддамовским Ираком, который, правда, не имел никакого отношения к этому терроризму, но с которым чуть более десяти лет назад по объективным и субъективным причинам не справилась администрация Дж. Буша-старшего.
2002 год и первая четверть 2003-го войдут в историю как период постепенного нагнетания обстановки вокруг «неожиданно» всплывших обвинений Вашингтона и чуть позже включенной в его «игру» некоторой
части мирового сообщества относительно несанкционированной разработки режимом Саддама Хусейна оружия массового поражения.
В начале сентября 2002 года администрация Дж. Буша внесла вопрос об Ираке на рассмотрение ООН. Даже союзники США подчеркивали тот факт, что намерение Белого дома отнюдь не было бесспорным: большинство политологов однозначно полагало, что дело не в желании американцев покончить с проблемой ОМП в Ираке, а в получении от ООН санкции на проведение военной операции против Ирака, которую американская администрация изначально планировала осуществить при любом исходе обсуждения в ООН1.
Резолюция Совета Безопасности № 1441 была принята единогласно. Она установила конкретные сроки, к исходу которых Саддаму Хусейну надлежало выразить свое намерение выполнить резолюции ООН и представить соответствующую информацию. В действительности же содержание документа являлось ничем иным, как компромиссом. С одной стороны, он учитывал интересы крупных европейских стран и России, призывавших США консультироваться с ООН, прежде чем они начнут действовать, но с другой - двусмысленный текст документа позволял Вашингтону считать себя вправе начать войну без специального решения Совета Безопасности ООН на этот счет. В любом случае американским дипломатам следовало бы понимать, что поскольку единство мнений в международном сообществе не достигнуто, то реально воинственные действия Вашингтона в этих условиях неизбежно повлекут за собой негативные для него последствия.
Но и Саддам Хусейн, как и перед операцией «Буря в пустыне» десятью годами ранее, своей крайне негибкой позицией вольно или невольно подталкивал США к жестким военным мерам. Он безуспешно пытался сыграть на противоречиях, возникших в лагере союзников США относительно своевременности силового решения конфликта, и выторговать для себя условия выхода из складывавшейся тупиковой ситуации.
В январе 2003 года США и поддержавший их верный англосаксонский союзник - Великобритания вновь обратились в ООН с целью получения поддержки в виде санкционирующей применение силы резолюции Совета Безопасности ООН. Однако устранить глубокий раскол в международном сообществе прессинговыми методами, избранными Вашингтоном для «убеждения» несогласных влиятельных членов этого авторитетного органа международной организации, не удалось. Со второй резолюцией ничего не получилось. Дипломатические усилия сначала ослабли, затем приостановились и наконец закончились провалом.Тем не менее, как и ожидалось, американцы начали активную работу по сколачиванию сначала так называемой коалиции желающих, то есть политического объединения государств, разделяющих «озабоченность» Вашингтона относительно программы ОМП Ирака, а затем и по вовлечению в реально боевую коалицию самых надежных союзников. На словах готовившуюся военную акцию одобрили 49 государств (причем лишь треть натовцев всецело поддержала Вашингтон). Из этого числа только четыре государства реально были вовлечены в боевые действия с самого начала вместе с американцами: Великобритания, Австралия, Дания и Польша.

## Многонациональная военная коалиция Европа
Среди влиятельных держав Россия, Китай и Индия категорически не поддержали намерение США силой решить проблему, что в принципе для американцев не стало сюрпризом. Но особое негодование Вашингтона вызвало поведение Франции и Германии, руководство которых не только встало в оппозицию воинственным планам Буша, но и своей антивоенной агитацией внесло разброд в якобы «стройные» (до этого) ряды
натовцев. Некоторое время спустя, давая оценку поведению союзников в тот период, тогдашний советник президента США по национальной безопасности Кондолиза Райе сформулировала следующий тезис, выражавший всю полноту обиды и негативного отношения американской администрации к трем главным, по ее мнению, противникам планов проведения США военной операции в Ираке: «Игнорировать Германию, наказать Францию, простить Россию».
Не легче Вашингтоном решался вопрос и о включении в коалицию, хотя бы «желающих», его региональных, в том числе традиционных союзников на Ближнем Востоке. Если Израиль, заклятый враг саддамовского Ирака, без лишних слов поддержал американцев, то арабский мир в целом разговоры об угрозе со стороны иракского диктатора рассматривал лишь как повод для враждебности и агрессивности со стороны США. И все же Белому дому удалось заручиться уверенной открытой поддержкой со стороны Кувейта, Омана, Катара и ОАЭ и «относительно открытой» поддержкой со стороны Иордании и Саудовской Аравии. Но если позиция арабов, с неохотой, но все же согласившихся встать на сторону США в грядущем военном противоборстве с арабским же Ираком, была объяснима, то позиция Турции - страны, мало того что члена НАТО, но и постоянно опекаемой и даже безусловно поддерживаемой Вашингтоном в ее стремлении стать членом ЕС, вызвала глубокое разочарование в рядах американской администрации. Анкара на сей раз руководствовалась соображениями по большей части внутреннего порядка. В Турции недавно было сформировано новое правительство во главе с Реджепом Эрдоганом, который был весьма чувствителен к росту исламских настроений в стране, да и так называемая исламская солидарность для него многое значила. В конце концов после труднейших переговоров турецкое руководство дало согласие на использование своего воздушного пространства, но лишь в течение нескольких суток накануне войны, а согласованное ранее решение о развертывании на территории страны сухопутных войск США и Великобритании было аннулировано, что заставило Вашингтон кардинально пересмотреть планы вторжения в Ирак. Но тем самым Анкара невольно спутала карты и Саддаму Хусейну, который был уверен, что без создания мощной группировки на турецко-иракской границе США вряд ли начнут агрессию, в связи с чем он направил в северные районы Ирака семь своих лучших дивизий.
Всего же для обороны Ирака было отмобилизовано 26 дивизий, которые имели в своем составе около 2 тыс. танков; 2,5 тыс. единиц артиллерии, приблизительно 300 истребителей и штурмовиков и до 150 боевых вертолетов. Общая численность ВС этой страны достигала 400 тыс. человек. К этому следовало добавить еще большее количество резервистов и около 40 тыс. федаинов. Несмотря на численность и накопленный иракской армией опыт, объективно (и в этом было уверено подавляющее число специалистов) она считалась очень слабой. Вооружение было устаревшим, почти таким же, как и в период войны с Ираном в 80-е годы прошлого столетия.
Постепенно же формируемая под эгидой США антисаддамовская коалиционная группировка, хотя по своей численности уступала иракским ВС (к середине марта 2003 года насчитывая до 280 тыс. военнослужащих), но обладала мощью, не идущей ни в какое сравнение с противостоящей стороной.
По мнению западных экспертов, меньшая по численности, чем в период войны в зоне Персидского залива (1991), коалиционная, по преимуществу американская, группировка войск теперь была способна решать более сложные задачи, чем десять лет назад.
К началу войны в регионе было сосредоточено более 115 тыс. военнослужащих США (включая 57 500 от сухопутных войск и 70 тыс. от морской пехоты). Британский контингент насчитывал 26 тыс. человек (в основном входивших в состав 1-й бронетанковой дивизии, а также частей и подразделений войск специального назначения и обеспечения).
```
Многонациональная коалиция под эгидой США В Ираке:
```

Особенности становления и функционирования
(военно-политический анализ)
Генерал майор С. Печуров, доктор военных наук
После относительно быстрого завершения первого этапа борьбы с талибами в Афганистане и освобождения от них к началу 2002 года Кабула и центральных провинций страны американское военно-политическое руководство уверовало в непобедимость своих вооруженных сил и их способность решать любые задачи. Воспользовавшись оказавшимся в тех условиях международной обстановки конъюнктурным лозунгом «борьбы с международным терроризмом», администрация Джорджа Буша-младшего решила раз и навсегда разобраться со своим региональным противником - саддамовским Ираком, который, правда, не имел никакого отношения к этому терроризму, но с которым чуть более десяти лет назад по объективным и субъективным причинам не справилась администрация Дж. Буша-старшего.
2002 год и первая четверть 2003-го войдут в историю как период постепенного нагнетания обстановки вокруг «неожиданно» всплывших обвинений Вашингтона и чуть позже включенной в его «игру» некоторой
части мирового сообщества относительно несанкционированной разработки режимом Саддама Хусейна оружия массового поражения.
В начале сентября 2002 года администрация Дж. Буша внесла вопрос об Ираке на рассмотрение ООН. Даже союзники США подчеркивали тот факт, что намерение Белого дома отнюдь не было бесспорным: большинство политологов однозначно полагало, что дело не в желании американцев покончить с проблемой ОМП в Ираке, а в получении от ООН санкции на проведение военной операции против Ирака, которую американская администрация изначально планировала осуществить при любом исходе обсуждения в ООН1.
Резолюция Совета Безопасности № 1441 была принята единогласно. Она установила конкретные сроки, к исходу которых Саддаму Хусейну надлежало выразить свое намерение выполнить резолюции ООН и представить соответствующую информацию. В действительности же содержание документа являлось ничем иным, как компромиссом. С одной стороны, он учитывал интересы крупных европейских стран и России, призывавших США консультироваться с ООН, прежде чем они начнут действовать, но с другой - двусмысленный текст документа позволял Вашингтону считать себя вправе начать войну без специального решения Совета Безопасности ООН на этот счет. В любом случае американским дипломатам следовало бы понимать, что поскольку единство мнений в международном сообществе не достигнуто, то реально воинственные действия Вашингтона в этих условиях неизбежно повлекут за собой негативные для него последствия.
Но и Саддам Хусейн, как и перед операцией «Буря в пустыне» десятью годами ранее, своей крайне негибкой позицией вольно или невольно подталкивал США к жестким военным мерам. Он безуспешно пытался сыграть на противоречиях, возникших в лагере союзников США относительно своевременности силового решения конфликта, и выторговать для себя условия выхода из складывавшейся тупиковой ситуации.
В январе 2003 года США и поддержавший их верный англосаксонский союзник - Великобритания вновь обратились в ООН с целью получения поддержки в виде санкционирующей применение силы резолюции Совета Безопасности ООН. Однако устранить глубокий раскол в международном сообществе прессинговыми методами, избранными Вашингтоном для «убеждения» несогласных влиятельных членов этого авторитетного органа международной организации, не удалось. Со второй резолюцией ничего не получилось. Дипломатические усилия сначала ослабли, затем приостановились и наконец закончились провалом.
Тем не менее, как и ожидалось, американцы начали активную работу по сколачиванию сначала так называемой коалиции желающих, то есть политического объединения государств, разделяющих «озабоченность» Вашингтона относительно программы ОМП Ирака, а затем и по вовлечению в реально боевую коалицию самых надежных союзников. На словах готовившуюся военную акцию одобрили 49 государств (причем лишь треть натовцев всецело поддержала Вашингтон). Из этого числа только четыре государства реально были вовлечены в боевые действия с самого начала вместе с американцами: Великобритания, Австралия, Дания и Польша.
Среди влиятельных держав Россия, Китай и Индия категорически не поддержали намерение США силой решить проблему, что в принципе для американцев не стало сюрпризом. Но особое негодование Вашингтона вызвало поведение Франции и Германии, руководство которых не только встало в оппозицию воинственным планам Буша, но и своей антивоенной агитацией внесло разброд в якобы «стройные» (до этого) ряды
натовцев. Некоторое время спустя, давая оценку поведению союзников в тот период, тогдашний советник президента США по национальной безопасности Кондолиза Райе сформулировала следующий тезис, выражавший всю полноту обиды и негативного отношения американской администрации к трем главным, по ее мнению, противникам планов проведения США военной операции в Ираке: «Игнорировать Германию, наказать Францию, простить Россию».
Не легче Вашингтоном решался вопрос и о включении в коалицию, хотя бы «желающих», его региональных, в том числе традиционных союзников на Ближнем Востоке. Если Израиль, заклятый враг саддамовского Ирака, без лишних слов поддержал американцев, то арабский мир в целом разговоры об угрозе со стороны иракского диктатора рассматривал лишь как повод для враждебности и агрессивности со стороны США4. И все же Белому дому удалось заручиться уверенной открытой поддержкой со стороны Кувейта, Омана, Катара и ОАЭ и «относительно открытой» поддержкой со стороны Иордании и Саудовской Аравии. Но если позиция арабов, с неохотой, но все же согласившихся встать на сторону США в грядущем военном противоборстве с арабским же Ираком, была объяснима, то позиция Турции - страны, мало того что члена НАТО, но и постоянно опекаемой и даже безусловно поддерживаемой Вашингтоном в ее стремлении стать членом ЕС, вызвала глубокое разочарование в рядах американской администрации.
Анкара на сей раз руководствовалась соображениями по большей части внутреннего порядка. В Турции недавно было сформировано новое правительство во главе с Реджепом Эрдоганом, который был весьма чувствителен к росту исламских настроений в стране, да и так называемая исламская солидарность для него многое значила. В конце концов после труднейших переговоров турецкое руководство дало согласие на использование своего воздушного пространства, но лишь в течение нескольких суток накануне войны, а согласованное ранее решение о развертывании на территории страны сухопутных войск США и Великобритании было аннулировано, что заставило Вашингтон кардинально пересмотреть планы вторжения в Ирак. Но тем самым Анкара невольно спутала карты и Саддаму Хусейну, который был уверен, что без создания мощной группировки на турецко-иракской границе США вряд ли начнут агрессию, в связи с чем он направил в северные районы Ирака семь своих лучших дивизий.
Всего же для обороны Ирака было отмобилизовано 26 дивизий, которые имели в своем составе около 2 тыс. танков; 2,5 тыс. единиц артиллерии, приблизительно 300 истребителей и штурмовиков и до 150 боевых вертолетов. Общая численность ВС этой страны достигала 400 тыс. человек. К этому следовало добавить еще большее количество резервистов и около 40 тыс. федаинов. Несмотря на численность и накопленный иракской армией опыт, объективно (и в этом было уверено подавляющее число специалистов) она считалась очень слабой. Вооружение было устаревшим, почти таким же, как и в период войны с Ираном в 80-е годы прошлого столетия.
Постепенно же формируемая под эгидой США антисаддамовская коалиционная группировка, хотя по своей численности уступала иракским ВС (к середине марта 2003 года насчитывая до 280 тыс. военнослужащих), но обладала мощью, не идущей ни в какое сравнение с противостоящей стороной.
По мнению западных экспертов, меньшая по численности, чем в период войны в зоне Персидского залива (1991), коалиционная, по преимуществу американская, группировка войск теперь была способна решать более сложные задачи, чем десять лет назад.
К началу войны в регионе было сосредоточено более 115 тыс. военнослужащих США (включая 57 500 от сухопутных войск и 70 тыс. от морской пехоты). Британский контингент насчитывал 26 тыс. человек (в основном входивших в состав 1-й бронетанковой дивизии, а также частей и подразделений войск специального назначения и обеспечения). Австралия перебросила в зону конфликта 2 тыс. военнослужащих. Дания и Польша направили подразделения сил специальных операций численностью 300 и 194 человека соответственно). Как всегда, особо внушительно был представлен авиационный компонент западной коалиции: ВВС США - 863 самолета, авиация морской пехоты - 372, авианосная авиация -408 и авиация СВ - 20 самолетов; ВВС Великобритании - 113; Австралии - 22 и Канады - три самолета7. К началу операции группировка американских ВМС насчитывала 115 боевых кораблей и судов, включая пять авианосцев. Группировка британских ВМС состояла из 17 боевых кораблей и судов, включая легкий авианосец «Арк Ройал». По нескольку кораблей в район будущих боевых действий направили также Австралия, Канада, Испания, Италия, Дания и Польша.
Между тем к 17 марта 2003 года последние усилия решить проблему дипломатическим путем потерпели неудачу. Президент Буш выдвинул ультиматум, потребовав от С. Хусейна в течение 48 ч покинуть Ирак. Буквально накануне, за пару недель до начала американо-британской операции, специальный посланник российского президента Е. Примаков посетил Багдад, где встретился с иракским лидером и передал ему послание от В. В. Путина, в котором С. Хусейну предлагалось покинуть пост главы Ирака и обратиться к иракскому народу с предложением провести демократические выборы. Но тщетно. Саддам Хусейн даже перед лицом грядущей военной катастрофы искренне полагал, что он нужен США как противовес Ирану в регионе и что ничего серьезного ни с ним, ни с его режимом не произойдет
. Действительно, десять лет назад так это и было. Но ситуация в мире и регионе в частности коренным образом изменилась, чего не поняли ни иракский лидер, ни его окружение. Саддам Хусейн в политическом раскладе Вашингтона перестал рассматриваться в качестве «полезной фигуры», которую теперь по законам жанра следовало убрать. Война стала неотвратимо 2006 года входили воинские контингенты Италии, Румынии, Дании, Нидерландов, Чехии и Литвы. Возглавляемое поляками соединение (многонациональная дивизия «Центр-Юг») в соответствии со специальным меморандумом «О регулировании управления многонациональной дивизией в составе коалиционных сил в Ираке» и заключенными двусторонними (с Польшей) соглашениями включало 19 государств, в том числе Болгарию, Данию, Венгрию, Казахстан, Латвию, Литву, Нидерланды,
Румынию, Словакию, Испанию, Украину и ряд других. В 2005 году дивизия пополнилась незначительным (несколько десятков человек) контингентом из Армении. В целом следует отметить факт «текучести» состава этих соединений, объясняемый непостоянством позиций руководства некоторых государств относительно многонациональной миссии в Ираке. Так, в 2004 году после решения испанского правительства о выводе его войск из Ирака примеру Мадрида последовали практически все представленные в МНС латиноамериканские государства (Гондурас, Доминиканская Республика, Никарагуа и Сальвадор), входившие вместе с испанцами в состав бригады «Плюс ультра», которая, в свою очередь, являлась элементом одной из многонациональных дивизий. Помимо упомянутых государств в Ирак контингенты своих войск как оперативное реагирование на «просьбу» Вашингтона направили Норвегия, Новая Зеландия, Португалия, Эстония и Япония16.
Постепенно в Ираке сложилась структура управления многонациональными силами, которая к настоящему времени представляет собой двухзвенную систему руководства. Общее управление стабилизационными мероприятиями в рамках операции ВС США и их союзниками возложено на командование МНС и специально
состоянии воспользоваться всем арсеналом средств и поддержки, которые можно было бы задействовать". Сразу после формального объявления о победе министр обороны США Дональд Рамсфелд выступил с заявлением о том, что народ Ирака должен сам сформировать свое правительство, но при этом Белый дом «не позволит превратить эту страну в теократическое государство, подобное Ирану»12. Мировое сообщество настаивало на привлечении ООН к послевоенному устройству в Ираке. Даже верный союзник Вашингтона Токио устами премьера Д. Коидзуми подчеркнул важность привлечения этой международной организации к восстановлению государственных институтов Ирака, правда «после того, как США и Великобритания наведут там окончательный порядок»13. сведенные в курдский корпус. В состав руководимого британцами соединения, получившего название многонациональной дивизии «Юго-Восток» помимо британских штаба, частей и подразделений 20-й британской бригады на конец 2006 года входили воинские контингенты Италии, Румынии, Дании, Нидерландов, Чехии и Литвы. Возглавляемое поляками соединение (многонациональная дивизия «Центр-Юг») в соответствии со специальным меморандумом «О регулировании управления многонациональной дивизией в составе коалиционных сил в Ираке» и заключенными двусторонними (с Польшей) соглашениями включало 19 государств, в том числе Болгарию, Данию, Венгрию, Казахстан, Латвию, Литву, Нидерланды, Румынию, Словакию, Испанию, Украину и ряд других. В 2005 году дивизия пополнилась незначительным (несколько десятков человек) контингентом из Армении. В целом следует отметить факт «текучести» состава этих соединений, объясняемый непостоянством позиций руководства некоторых государств относительно многонациональной миссии в Ираке. Так, в 2004 году после решения испанского правительства о выводе его войск из Ирака примеру Мадрида последовали практически все представленные в МНС латиноамериканские государства (Гондурас, Доминиканская Республика, Никарагуа и Сальвадор), входившие вместе с испанцами в состав бригады «Плюс ультра», которая, в свою очередь, являлась элементом одной из многонациональных дивизий.